# Museu de História Natural Princesa Maha Chakri Sirindhorn
O Museu de História Natural Princesa Maha Chakri Sirindhorn é um museu de história natural da Universidade do Príncipe de Songkla, no sul da Tailândia. Ele foi originalmente conhecido como o Museu de História Natural da Universidade após a renovação, sendo reinaugurado em 14 de janeiro de 2008 pela princesa Maha Chakri Sirindhorn. O edifício possui três andares de exposições e está localizado na Faculdade de Ciências. 